# Каччари, Массимо
Ма́ссимо Каччари (итал. Massimo Cacciari, родился 5 июня 1944, Венеция) — итальянский философ. Видный политический деятель.

## Биография
Родился в Венеции. Получил философское образование в Падуанском университете (1967). В 1985 стал профессором эстетики в Институте архитектуры в Венеции. В 2002 основал Отделение философии в Университете Вита-Салюте Сан-Раффаэле в Милане. Был членом итальянского парламента от Итальянской коммунистической партии (1976—1983). В 1984, после смерти Энрико Берлингуэра, вышел из компартии, заняв более умеренные левые позиции.
В 1980-е Каччари сотрудничал с крупнейшим итальянским композитором Луиджи Ноно. Так он написал либретто, в которое вошли тексты Рильке и Гёльдерлина, к знаменитой опере Л. Ноно «Прометей» (1984).
В 1993 Каччари был избран мэром Венеции. Этот пост он занимал до 2000 года. В 2005 Массимо Каччари снова был избран мэром Венеции (до 2010 года). В 2006 губернатор Санкт-Петербурга Валентина Матвиенко и мэр Венеции Массимо Каччари подписали соглашение о сотрудничестве между двумя городами.

## Философия
Философские исследования Каччари, как и его университетская карьера, начались с изучения т. н. «негативного мышления», с своеобразного прочтения работ Ницше, Хайдеггера, Витгенштейна. По утверджению Перри Андерсона, ещё в бытность членом итальянской компартии, в которой он считался ведущим философом, Каччари «заявил итальянским рабочим со своего кресла в палате депутатов, что Ницше сделал Маркса устаревшим, поскольку воля к власти оказалась фундаментальнее классовой борьбы». Его более поздние работы, в которых философия переплетена с теологией, основываются на критической ревизии платоновской традиции. Однако среди наиболее цитируемых им авторов не только Платон, Аристотель, Кант и Гегель. На страницах его книг, например, часто мелькает имя автора «Звезды искупления» Франца Розенцвейга. Значительное место в творчестве мыслителя занимает изучение отношений между философией и современной архитектурой, что нашло отражение в его обращенной к англо-говорящей аудитории книге Architecture and Nihilism: On the Philosophy of Modern Architecture (New Haven: Yale University Press, 1993). Многие его работы переведены на основные европейские языки, а некоторые на японский.

## Сочинения
- Ristrutturazione e analisi di classe(Padua, 1973)
- Krisis (Milano, 1976)
- Pensiero negativo e razionalizzazione (1977)
- Dallo Steinhof (Adelphi, 1980)
- Icone della legge (Adelphi, 1985)
- L’angelo necessario (Adelphi, 1986)
- Dell’inizio (Adelphi,1990)
- Dran. Méridiens de la décision dans la pensée contemporaine (Paris, Editions de l'éclat, 1991, текст on line Архивная копия от 4 июля 2010 на Wayback Machine  (фр.))
- L’Arcipelago (Adelphi, 1997)
- Le Dieu qui danse (Paris, 2000)
- Arte, tragedia, tecnica (Milano: R. Cortina, 2000, в соавторстве)
- Adolf Loos e il suo angelo, Electa, Milano, 2002
- La città (Rimini 2004)
- Della cosa ultima (Milano: Adelphi 2004)
- Magis Amicus Leopardi (Caserta 2005)
- Teologia e politica al crocevia della storia (Milano: Alboversorio, 2007, в соавторстве)
- Tre icone (Milano: Adelphi, 2007)
- The unpolitical: on the radical critique of political reason (New York: Fordham UP, 2009)
- Io sono il Signore Dio tuo (Bologna: Il mulino, 2010, в соавторстве)
- Doppio ritratto: San Francesco in Dante e Giotto (Milano: Adelphi, 2011)

## Публикации на русском языке
- Геофилософия Европы/ Пер. с итальянского и пред. С. А. Мальцевой, СПб.: Издательство «Пневма», 2004.- 186 с. ISBN 5-901151-12-7
- Эвпалинос или Архитектура. Пер. с англ. Сергей Ситар// ПРОЕКТ International, 2008, № 20

## Признание
Премия Ханны Арендт (1999).